# QuickRing
QuickRing — стандарт шины передачи данных, работавший на гигабитных скоростях и совмещающий как функции компьютерной шины, так и локальной сети. Первоначально разработан в 1990-х компанией Apple в качестве магистрали для мультимедийных систем, работающей дополнительно к уже используемым компьютерным шинам персональных компьютеров. Впоследствии технология была подхвачена компанией National Semiconductor и перепозиционирована как соединительная шина для высокопроизводительных параллельных систем.
Также в разработке и продвижении стандарта участвовали компании Molex и Beta Phase.
Не получив широкого распространения, QickRing, тем не менее, существенно повлиял на ряд более поздних технологий компьютерных шин, таких, как HyperTransport.

## История
QuickRing начался как ответвление легендарного проекта Futurebus, который разрабатывался в конце 1970-х годов под эгидой IEEE. Придя к пониманию, что сам Futurebus обречен, в 1987 году несколько его ведущих разработчиков оставили проект, предпочтя попробовать снова на менее масштабных разработках. Этот шаг привел к созданию интерфейсов QuickRing и SCI. Главной движущей силой развития QuickRing стал американский инженер Paul Sweazey, работавший в компании National Semiconductor и организационно обеспечивавший в проекте Futurebus функционирование рабочей группы cache coherency group. Покинув National Semiconductor, Sweazey перешёл в Apple Computer’s Advanced Technology Group — специализированное подразделение Apple, предназначенное для разработки новых технологий.
Технология была впервые анонсирована в 1992 году на выставке Apple Worldwide Developers Conference, и позиционировалась как специализированная шина, способная одновременно передавать несколько потоков цифрового видео без использования основной шины персонального компьютера.
Apple была заинтересована в таком функционале QuikRing в связи с ограничениями пропускной способности использовавшейся ею шиной NuBus. Они, в своих гипотетических сценариях использования QuikRing, объединяли разные видеокарты, установленные в системе, используя второй разъём, который, в отличие от разъёма NuBus находился в верхней части карт. Предполагалось, что объединённые таким способом карты смогут передавать высокоскоростные потоки видео между собой, а роль NuBus свелась бы к передаче уже сжатого и обработанного видео в сторону дисплея или дискового устройства. Но, до начала какого-либо коммерческого использования QuickRing, появились новые версии стандарта PCI, обеспечивающие сопоставимую пропускную способность. Предполагаемая роль QuickRing в этой ситуации оказалась избыточной. Apple начала переход к использованию PCI во всех свои системах в 1995ом году и отказалась от дальнейшей поддержки QuickRing.
Продолжавший развивать технологию Sweazey вернулся в National Semiconductor, которая позиционировала QickRing как высокосоростную магистраль общего назначения. Некоторое время технология была более успешна в этом качестве, конкурируя с SCI и, одновременно, с быстрыми версиями Ethernet. В то время была предпринята стандартизировать QickRing в качестве внутреннего высокоскоростной дополнения шины VMEbus. Итогом этой работы стала стандартизация «вторичной» шины VMEbus — VSB, для использования которой был выделен ряд контактов разъёма P2 определённого для плат VMEbus. Но конкретной сигнальной схемы принято не было. Из-за высокой конкуренции большого числа различных стандартов, претендующих на использования в VSB, рабочая группа VITA вынесла соломоново решение, оставив схему сигнализации VSB на усмотрение производителей оборудования. QuickRing был назван одним из допустимых в таком качестве стандартов, наряду с Raceway Interlink, SkyChannel, SCSA (Signal Computing System Architecture), Heterogeneous Interconnect (HIC), FireWire и AutoBahn компании PEP Modular Computers.
Попытки расширить применение технологии продолжались ещё некоторое время. Так, ВМФ США в своё время анонсировали несколько тендеров, на которых затребовало от поставщиков оборудование для обработки данных с сонаров подводных лодок, в то время, как для решения этой задачи в более раннее время прорабатывалось использование Futurebus+. Но серьёзного продолжения все эти попытки не получили. Примерно к 1996ому году National Semiconductor утратила интерес к проекту, прекратив выпуск продуктов, основанных на QuickRing. Наряду с аналогичными технологиями Raceway Interlink, SkyCONNECT, QickRing быстро вышел из употребления.

## Описание
Базовая реализация QuickRing состоит из набора однонаправленных 1-битных последовательных линий передачи данных, и одной дополнительной линии, передающей сигнал синхронизации частотой 50 MHz. Реализация Apple включала 6 линий передачи данных и линию синхронизации, использующие медную витую пару, заключённую в тонкую пластиковую оболочку. Для кодирования сигналов использовалась LVDS. National Semiconductor предлагала набор других вариантов реализации, включавших в себя до 32 линий передачи данных, а также вариант с оптическим соединением, которое использовало частотное разделение каналов, и использовалось для организации связи между отдельно стоящими компьютерами.
Линии передачи данных работают на частоте, в семь раз превышающей частоту синхронизации, таким образом за каждый отсчёт по одной линии передаётся 7 бит. В реализации Apple это означало, что 6 линий передавали по 7 бит 50 млн раз в секунду. То есть, реализация обеспечивала «сырую» пропускную способность 2.1 Гбит/с. 10 бит из каждых 42, при этом, использовались для целях сигнализации и управления, снижая эффективную пропускную способность интерфейса до 1.6 Гбит/c (200 Мбайт/с). В итоге QiuckRing оказывался не существенно быстрее существовавших в 1993 году версий PCI, позволявших передавать данные на скорости примерно 130 Мбайт/с, но существенно быстрее NuBus, который обеспечивал всего лишь 20 Мбайт/с.
Каждое полное соединение QuickRing строилось как комбинация из двух таких однонаправленных соединений, совместно обеспечивавших двунаправленную передачу информации. Топологию такого полного соединения можно описать как «двухточечное кольцо». Постольку, поскольку каждое из соединений само по себе не являлось шиной, передача данных по ним не требовала процедур арбитража. Кольца QuickRing могли соединяться между собой с использованием коммутатора, образуя более сложные и масштабные сети. Каждый дополнительный хоп такой сложной сети добавлял к передаче данных задержку до 1.3 µs.
Маршрутизация QuickRing была ориентирована на коммутацию виртуальных каналов, а не на коммутацию пакетов. Это позволяло увеличить пропускную способность соединения с относительно небольшим ущербом для гибкости процесса передачи данных. Из каждых 10 бит управляющей информации, четыре могли использоваться для указания идентификатора устройства, позволяя подключать к кольцу через коммутатор до 16 устройств.